# نروژ در المپیک
کشور نروژ در بازی‌های المپیک توانسته ۱۴۸ مدال در بازی‌های المپیک تابستانی و ۳۰۳ مدال در بازی‌های المپیک زمستانی کسب کند.

## جدول مدال‌ها بر پایه بازی‌ها

### بازی‌های المپیک تابستانی
| بازی               | ورزشکار         | طلا             | نقره            | برنز            | مجموع           | رتبه            |
| ۱۹۰۰ پاریس         | ۷               | ۰               | ۲               | ۳               | ۵               | ۱۶              |
| ۱۹۰۴ سنت لوییس     | شرکت نداشت      | شرکت نداشت      | شرکت نداشت      | شرکت نداشت      | شرکت نداشت      | شرکت نداشت      |
| ۱۹۰۸ لندن          | ۶۹              | ۲               | ۳               | ۳               | ۸               | ۸               |
| ۱۹۱۲ استکهلم       | ۱۹۰             | ۴               | ۱               | ۴               | ۹               | ۸               |
| ۱۹۲۰ آنتورپ        | ۱۹۴             | ۱۳              | ۹               | ۹               | ۳۱              | ۶               |
| ۱۹۲۴ پاریس         | ۶۲              | ۵               | ۲               | ۳               | ۱۰              | ۷               |
| ۱۹۲۸ آمستردام      | ۵۲              | ۱               | ۲               | ۱               | ۴               | ۱۹              |
| ۱۹۳۲ لس آنجلس      | ۵               | ۰               | ۰               | ۰               | ۰               | –               |
| ۱۹۳۶ برلین         | ۷۰              | ۱               | ۳               | ۲               | ۶               | ۱۸              |
| ۱۹۴۸ لندن          | ۸۱              | ۱               | ۳               | ۳               | ۷               | ۱۹              |
| ۱۹۵۲ هلسینکی       | ۱۰۲             | ۳               | ۲               | ۰               | ۵               | ۱۰              |
| ۱۹۵۶ ملبورن        | ۲۲              | ۱               | ۰               | ۲               | ۳               | ۲۲              |
| ۱۹۶۰ رم            | ۴۰              | ۱               | ۰               | ۰               | ۱               | ۲۱              |
| ۱۹۶۴ توکیو         | ۲۶              | ۰               | ۰               | ۰               | ۰               | –               |
| ۱۹۶۸ مکزیکو سیتی   | ۴۶              | ۱               | ۱               | ۰               | ۲               | ۲۵              |
| ۱۹۷۲ مونیخ         | ۱۱۲             | ۲               | ۱               | ۱               | ۴               | ۲۱              |
| ۱۹۷۶ مونترال       | ۶۶              | ۱               | ۱               | ۰               | ۲               | ۲۱              |
| ۱۹۸۰ مسکو          | شرکت نداشت      | شرکت نداشت      | شرکت نداشت      | شرکت نداشت      | شرکت نداشت      | شرکت نداشت      |
| ۱۹۸۴ لس آنجلس      | ۱۰۳             | ۰               | ۱               | ۲               | ۳               | ۲۸              |
| ۱۹۸۸ سئول          | ۷۰              | ۲               | ۳               | ۰               | ۵               | ۲۱              |
| ۱۹۹۲ بارسلون       | ۸۳              | ۲               | ۴               | ۱               | ۷               | ۲۲              |
| ۱۹۹۶ آتلانتا       | ۹۸              | ۲               | ۲               | ۳               | ۷               | ۳۰              |
| ۲۰۰۰ سیدنی         | ۹۳              | ۴               | ۳               | ۳               | ۱۰              | ۱۹              |
| ۲۰۰۴ آتن           | ۵۲              | ۵               | ۰               | ۱               | ۶               | ۱۷              |
| ۲۰۰۸ پکن           | ۸۵              | ۳               | ۵               | ۱               | ۹               | ۲۲              |
| ۲۰۱۲ لندن          | ۶۶              | ۲               | ۱               | ۱               | ۴               | ۳۵              |
| ۲۰۱۶ ریو دو ژانیور | نیازمند اطلاعات | نیازمند اطلاعات | نیازمند اطلاعات | نیازمند اطلاعات | نیازمند اطلاعات | نیازمند اطلاعات |
| ۲۰۲۰ توکیو         | نیازمند اطلاعات | نیازمند اطلاعات | نیازمند اطلاعات | نیازمند اطلاعات | نیازمند اطلاعات | نیازمند اطلاعات |
| مجموع              | مجموع           | ۵۶              | ۴۹              | ۴۳              | ۱۴۸             | ۲۲              |